# Solenocarpus indica
Solenocarpus indica är en sumakväxtart som beskrevs av Wight & Arn.. Solenocarpus indica ingår i släktet Solenocarpus och familjen sumakväxter. Inga underarter finns listade i Catalogue of Life.